# デリートエンターテイメント
デリートエンターテイメント（DELETE ENTERTAINMENT）は、大阪府堺市堺区に本社機能を置く芸能事務所、インディーズお笑いプロダクションである。

## 社歴
- 社名はモデルプロダクションのデリートモデルスと、創業当初は提携関係にあったことに因んでいる。現在の関係はなし。
- 京阪神ケーブルビジョンにて、2010年4月より、演芸番組「爆笑!!バトルステージ」を制作・放送していた。主に主催しているインディーズライブのライブ中継とロケバラエティという内容である。
- 芸能プロダクションスパンキープロダクション、合同会社リスナップと業務提携。

## 所属者

### 所属者
- エノモンキー
- たっし

### 過去に所属していた芸人
- 森プロジェクト[2]
- 王[2]（→解散、メンバーのうち二人は四人を結成、うち一人は3フランシスコのメンバーとなる）
- パプア。[2]（→よしもとクリエイティブ・エージェンシー→解散）
- マリッジブルーこうもと（→オスカープロモーション）
- ミスター・チルドレン（改名前） / 羅生者（改名後）[3]（R藤本[4]と浴衣舟のコンビ）
- ミラクルチャップリン為永（→スパンキープロダクション）
- 単細胞（→スパンキープロダクション）
- 四人
- ささえとうき[2]
- シャトー
- め組（解散）
- ユウシテッセン 山本[1]
- オーパスツー（→松竹芸能）
- オイランバンク
- エグゼクティブ弟子ジョン（→解散）